# Susan Leo
Susan Leo (Brisbane, 10 augustus 1962) is een voormalig tennisspeelster uit Australië. Leo speelt rechtshandig. Zij was actief in het internationale tennis van 1976 tot en met 1989.

## Loopbaan

### Enkelspel
Leo debuteerde in 1976 op plaatselijke toernooien. In mei van dat jaar won zij de Maroochy Championships in Nambour (Australië). In december 1976 won zij het vooraanstaande Queensland State Open-toernooi in Brisbane. In totaal won zij drie internationale enkelspeltitels, de laatste in 1981 in Nashville.
In december 1977 had Leo haar grandslamdebuut op het Australian Open. Haar beste resultaat op de grandslamtoernooien is het bereiken van de derde ronde. Haar hoogste notering op de WTA-ranglijst, voor zover bekend, is de 77e plaats, die zij bereikte in december 1981.

### Dubbelspel
Leo behaalde in het dubbelspel betere resultaten dan in het enkelspel. Zij bereikte elfmaal een internationale finale – zij won er zes (alle op het Noord-Amerikaans continent), waarvan vier met de Canadese Marjorie Blackwood.
In december 1977 had Leo haar grandslamdebuut op het Australian Open, samen met de Britse Cathy Drury. Haar beste resultaat op de grandslamtoernooien is het bereiken van de kwartfinale, eenmaal op Wimbledon 1981 en andermaal op Wimbledon 1982, beide met de Canadese Marjorie Blackwood aan haar zijde. Haar hoogste notering op de WTA-ranglijst is de 61e plaats, die zij bereikte in december 1985.

### Tennis in teamverband
In de periode 1980–1983 maakte Leo deel uit van het Australische Fed Cup-team – zij vergaarde daar een winst/verlies-balans van 11–3. In 1980 bereikten zij de finale van de Wereldgroep, die zij verloren van de Amerikaanse dames.

## Posities op deWTA-ranglijst
Positie per einde seizoen:
| jaar | rang enkelspel | rang dubbelspel |
| ---- | -------------- | --------------- |
| 1979 | 109            | –               |
| 1980 | 89             | –               |
| 1981 | 77             | –               |
| 1982 | 78             | –               |
| 1983 | 113            | –               |
| 1984 | 96             | 78              |
| 1985 | 193            | 63              |
| 1986 | 143            | 113             |
| 1987 | 203            | 227             |
| 1988 | 442            | –               |

## Palmares

### Finaleplaatsen enkelspel
| nr.              | finale     | toernooi      | ondergrond | tegenstandster | score         | ref          |
| ---------------- | ---------- | ------------- | ---------- | -------------- | ------------- | ------------ |
| gewonnen finales |            |               |            |                |               |              |
| 1.               | 1976-12-12 | WTA Brisbane  | gras       | Donna Kelly    | 7-5, 7-6      | [ 4 ] [ 17 ] |
| 2.               | 1980-01-13 | WTA Perth     | gras       | Jenny Dimond   | 6-1, 0-6, 6-1 | [ 18 ]       |
| 3.               | 1981-02-21 | WTA Nashville | tapijt (i) | Kim Sands      | 7-6, 6-3      | [ 19 ]       |
| verloren finales |            |               |            |                |               |              |
| geen             |            |               |            |                |               |              |

### Finaleplaatsen vrouwendubbelspel
| nr.              | finale     | toernooi       | ondergrond    | partner            | tegenstandsters                       | score         | ref           |
| ---------------- | ---------- | -------------- | ------------- | ------------------ | ------------------------------------- | ------------- | ------------- |
| gewonnen finales |            |                |               |                    |                                       |               |               |
| 1.               | 1980-02-23 | WTA Roanoke    | tapijt (i)    | Rita Agassi        | Betsy Blaney Mariëtte Pakker          | 6-3, 7-5      | [ 20 ]        |
| 2.               | 1981-01-18 | WTA Toronto    | hardcourt (i) | Marjorie Blackwood | Claudia Kohde-Kilsch Eva Pfaff        | 5-7, 7-6, 7-6 | [ 21 ]        |
| 3.               | 1982-01-10 | WTA Fort Myers | hardcourt (i) | Marjorie Blackwood | Patricia Medrado Cláudia Monteiro     | 2-6, 6-1, 6-2 | [ 22 ]        |
| 4.               | 1982-01-24 | WTA Montréal   | hardcourt (i) | Marjorie Blackwood | Diane Desfor Barbara Jordan           | 6-2, 6-4      | [ 23 ] [ 24 ] |
| 5.               | 1982-01-31 | WTA Pittsburgh | tapijt (i)    | Marjorie Blackwood | Brenda Remilton Sue Saliba            | 6-0, 6-3      | [ 25 ]        |
| 6.               | 1982-03-07 | WTA Hershey    | hardcourt (i) | Anne Hobbs         | Barbara Hallquist Nancy Yeargin       | 6-2, 6-0      | [ 26 ]        |
| verloren finales |            |                |               |                    |                                       |               |               |
| 1.               | 1981-02-21 | WTA Nashville  | tapijt (i)    | Marjorie Blackwood | Marcella Mesker Christiane Jolissaint | 3-6, 3-6      | [ 19 ]        |
| 2.               | 1981-11-08 | WTA Hongkong   | gravel        | Anne Hobbs         | Ann Kiyomura Sharon Walsh             | 3-6, 4-6      | [ 27 ]        |
| 3.               | 1983-02-27 | WTA Ridgewood  | tapijt (i)    | Rosalyn Fairbank   | Beverly Mould Elizabeth Sayers        | 6-7, 6-4, 5-7 | [ 28 ]        |
| 4.               | 1985-04-28 | WTA San Diego  | hardcourt     | Rosalyn Fairbank   | Candy Reynolds Wendy Turnbull         | 4-6, 0-6      | [ 29 ]        |
| 5.               | 1986-10-12 | WTA Taipei     | tapijt (i)    | Gigi Fernández     | Lea Antonoplis Barbara Gerken         | 1-6, 2-6      | [ 30 ]        |

## Resultaten grandslamtoernooien
| Legenda | Legenda                          |
| ------- | -------------------------------- |
| g.t.    | geen toernooi gehouden           |
| l.c.    | lagere categorie                 |
| –       | niet deelgenomen                 |
| G       | uitgeschakeld in de groepsfase   |
| 1R      | uitgeschakeld in de eerste ronde |
| 2R      | uitgeschakeld in de tweede ronde |
| 3R      | uitgeschakeld in de derde ronde  |
| 4R      | uitgeschakeld in de vierde ronde |
| KF      | uitgeschakeld in de kwartfinale  |
| HF      | uitgeschakeld in de halve finale |
| F       | de finale verloren               |
| W       | het toernooi gewonnen            |
| w-v     | winst/verlies-balans             |

### Enkelspel
| toernooi        | 1977 | 1977 |    | 1979 | 1980 | 1981 | 1982 | 1983 | 1984 | 1985 | 1986 |
| --------------- | ---- | ---- | -- | ---- | ---- | ---- | ---- | ---- | ---- | ---- | ---- |
| Australian Open | –    | 1R   | 1R | 2R   | 2R   | 1R   | 1R   | –    | 1R   | g.t. |      |
| Roland Garros   | –    | –    | –  | –    | –    | 2R   | 1R   | 1R   | –    | –    |      |
| Wimbledon       | –    | –    | –  | –    | 3R   | 2R   | 3R   | 3R   | 1R   | –    |      |
| US Open         | –    | –    | –  | 3R   | 1R   | 1R   | 1R   | 1R   | –    | 1R   |      |

### Vrouwendubbelspel
| toernooi        | 1977 | 1977 |    | 1979 | 1980 | 1981 | 1982 | 1983 | 1984 | 1985 | 1986 | 1987 |
| --------------- | ---- | ---- | -- | ---- | ---- | ---- | ---- | ---- | ---- | ---- | ---- | ---- |
| Australian Open | –    | 1R   | 1R | 2R   | 1R   | 2R   | 1R   | –    | 1R   | g.t. | –    |      |
| Roland Garros   | –    | –    | –  | –    | –    | 1R   | 1R   | 2R   | –    | –    | –    |      |
| Wimbledon       | –    | –    | –  | –    | KF   | KF   | 2R   | 1R   | 2R   | –    | 1R   |      |
| US Open         | –    | –    | –  | 1R   | 1R   | 2R   | 2R   | 2R   | –    | 1R   | 1R   |      |

### Gemengd dubbelspel
| toernooi        | 1978 |      | 1980 |
| --------------- | ---- | ---- | ---- |
| Australian Open | g.t. | g.t. |      |
| Roland Garros   | –    | –    |      |
| Wimbledon       | –    | 2R   |      |
| US Open         | 2R   | –    |      |